# Heinrich Schmidt-Pecht

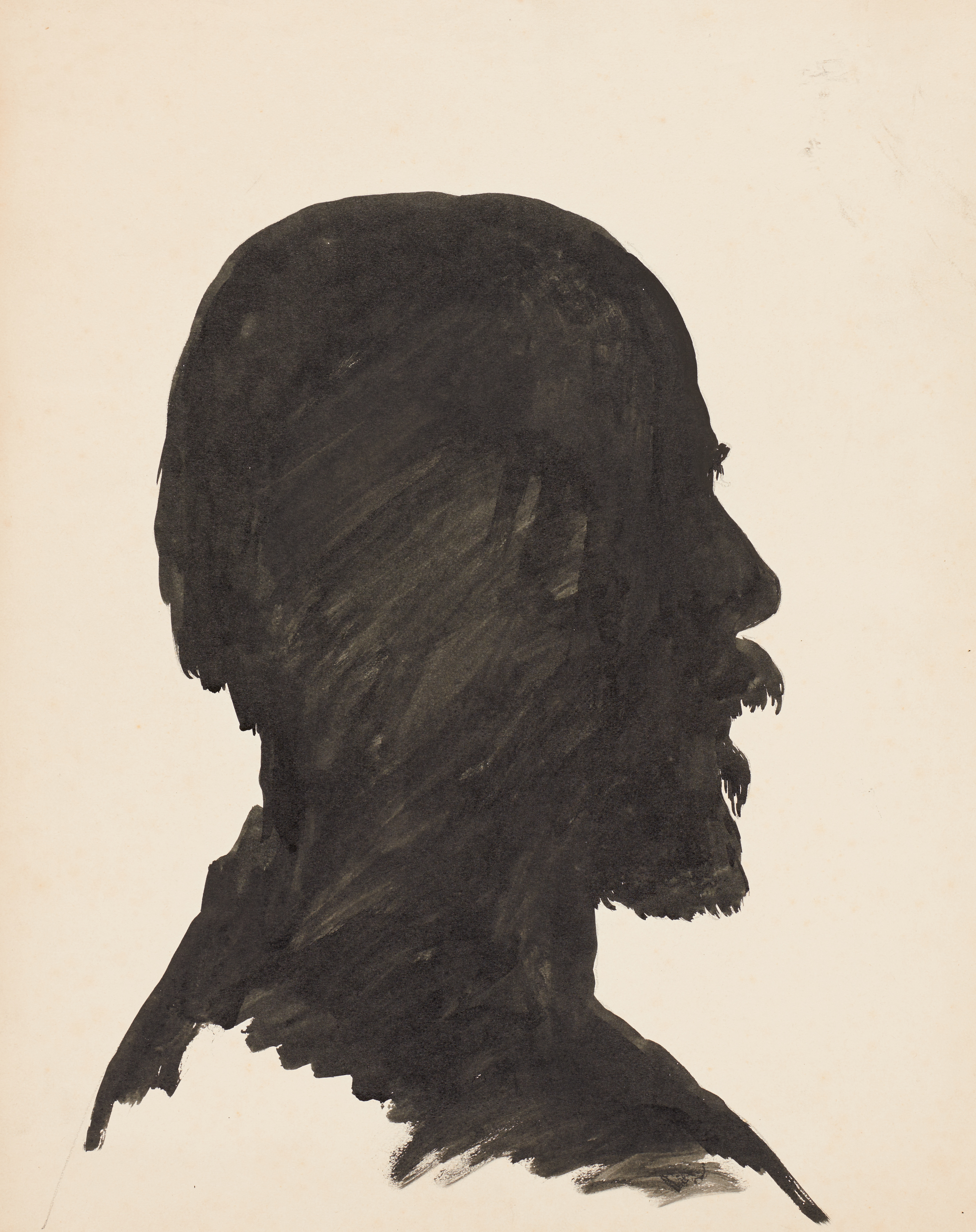
Heinrich Schmidt-Pecht – Schattenselbstbildnis im Profil nach rechts, o. J.

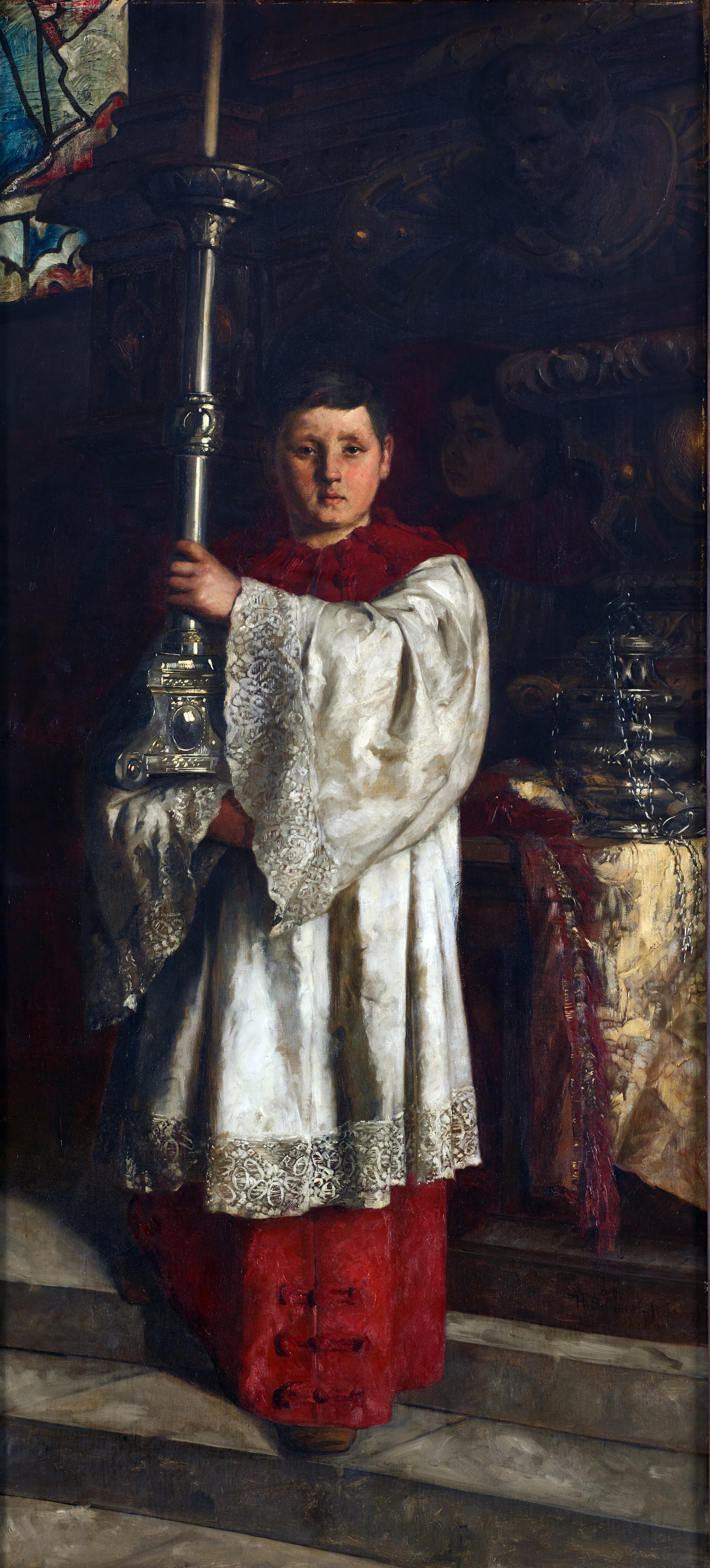
Heinrich Schmidt-Pecht: Chorknabe im Überlinger Münster, 1879

Heinrich Christian Andreas Schmidt-Pecht (* 9. Januar 1854 in Konstanz; † 24. Oktober 1945 ebenda) war Maler und Lithograph und 56 Jahre lang ehrenamtlicher Leiter der Städtischen Wessenberg-Galerie Konstanz.

## Leben und Wirken
Heinrich Schmidt-Pecht wurde als einziges Kind des Lithographen Friedrich Schmidt-Pecht und seiner Frau Christine Pecht in Konstanz geboren. Der Vater betrieb im alten Zunfthaus „zur Katz“ die lithographische Anstalt J. A. Pecht. Zunächst besuchte Heinrich Schmidt-Pecht die Konstanzer Knabenschule und wechselte dann auf das Konstanzer Gymnasium, das heutige Heinrich-Suso-Gymnasium. 1871 begann er sich an den Kunstgewerbeschulen in München und Nürnberg im Zeichnen und Lithographieren auszubilden. Ab Januar 1877 studierte er an der Großherzoglichen Badischen Akademie der Bildenden Künste in Karlsruhe bei dem Historienmaler Ferdinand Keller.
1878 lernte Schmidt-Pecht die am 2. April 1857 in St. Blasien geborene Elisabeth Sachs kennen, die an der Kunststickereischule des Badischen Frauenvereins Karlsruhe eine Ausbildung absolvierte. Sie heirateten 1881 und bezogen eine eigene Wohnung im Haus „zur Katz“.
1880 trat Heinrich Schmidt-Pecht in das elterliche Geschäft ein, das er drei Jahre später, nach dem Ausscheiden seines Vaters, vollständig übernahm. Er erweiterte den Druckereibetrieb in kunsthandwerkliche Richtung, indem er Intarsiendruckverfahren für Holzfurniere und ein Verfahren zum Bedrucken von Leder entwickelte. Für das Lederdruckverfahren erhielt Schmidt-Pecht auf der Weltausstellung in Chicago 1893, der World’s Columbian Exposition, eine goldene Medaille. Weitere Auszeichnungen folgten auf der Kunstausstellung in München und der Deutschen Fächerausstellung in Karlsruhe. Um 1895 ließ Ferdinand Graf Zeppelin in der Pecht’schen Druckerei unter großer Geheimhaltung seine ersten Pläne für ein Luftschiff drucken. Als der Luftfahrtpionier 1908 zum Ehrenbürger der Stadt Konstanz ernannt wurde, gestaltete Schmidt-Pecht die Ehrenbürgerurkunde.
1887 wurde Schmidt-Pecht zum ersten Vorsitzenden des Konstanzer Kunstvereins gewählt. Zwei Jahre darauf übernahm er die ehrenamtliche Leitung der Wessenberg-Galerie. Schmidt-Pecht engagierte sich vielseitig in seiner Heimatstadt, u. a. im Schulrat der Gewerbeschule, als Schriftführer des Kur- und Verkehrsvereins sowie in der Wessenberg-Denkmalstiftung, in der Bibliothek des Bürgermuseums, als Mitglied der stadträtlichen Verkehrs- und Baukommission und als Stadtverordneter. Außerdem verfasste Schmidt-Pecht zahlreiche Artikel zu Kunst und Architektur.

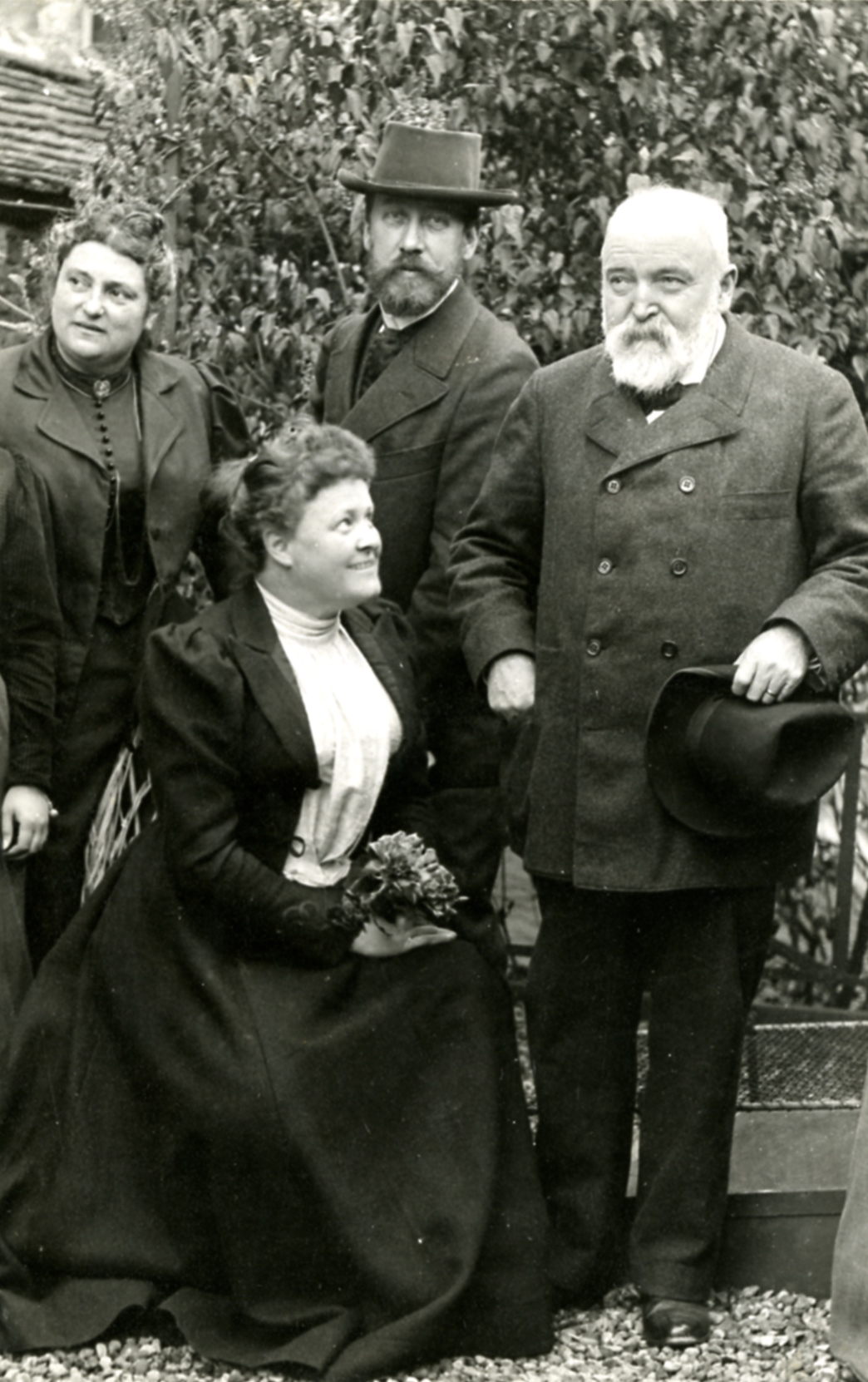
Hans und Cella Thoma (außen) sowie Elisabeth und Heinrich Schmidt-Pecht in Konstanz, 1901

Zeit seines Lebens unterhielt Heinrich Schmidt-Pecht Freundschaften zu zahlreichen Künstlern und Kulturschaffenden, u. a. zu den Malern Julius Dietz, Hans Garnjobst, Peter Halm, Ernst Kreidolf, Carl Theodor Meyer-Basel, Hans Thoma, Fritz Voellmy, Wilhelm Volz, Albert Welti, dem Bildhauer Hermann Volz und dem Verlegerehepaar Franz Joseph und Frieda von Lipperheide. Der von den Freundschaften Heinrich Schmidt-Pechts zeugende Briefwechsel befindet sich heute im Konstanzer Stadtarchiv.

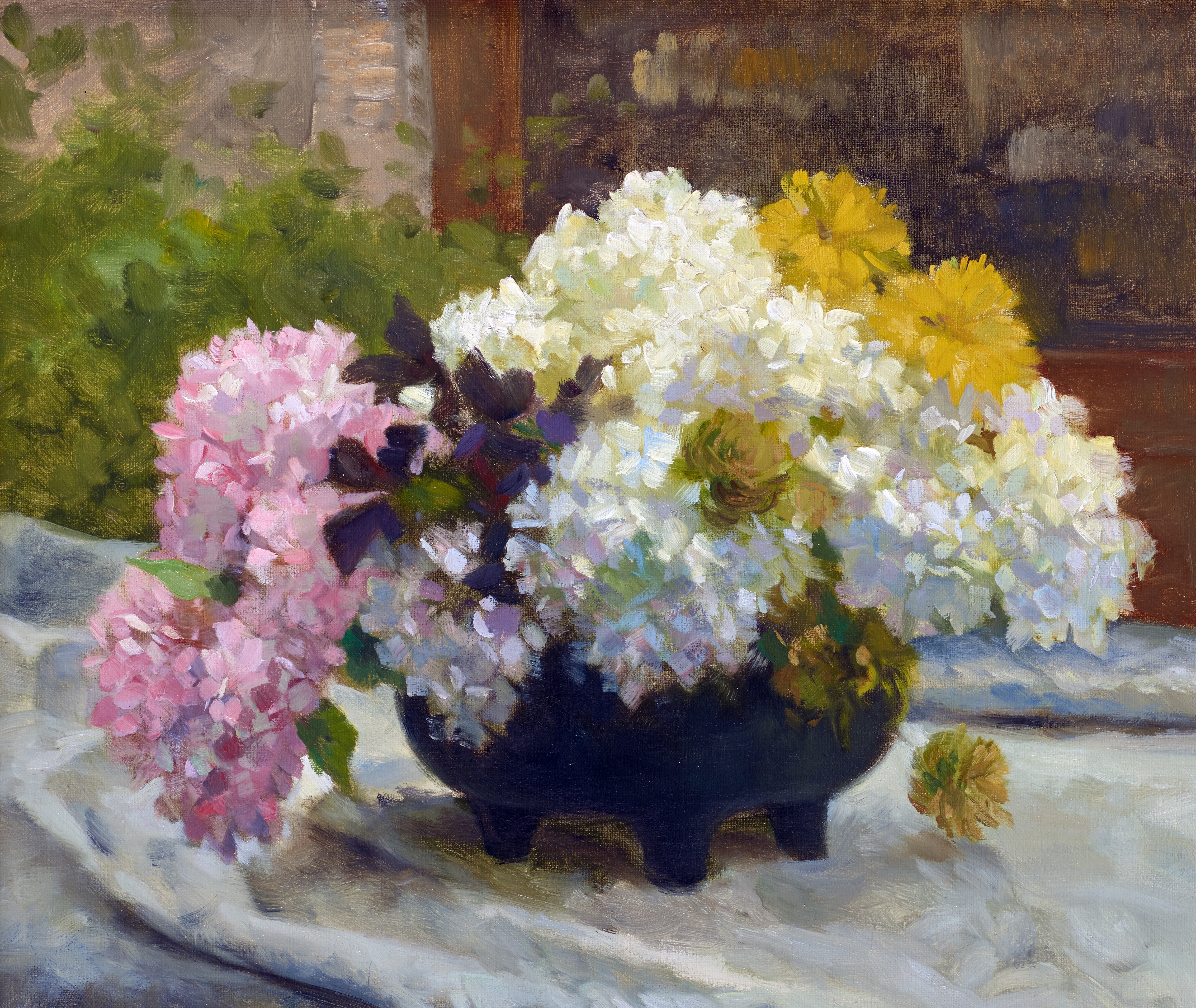
Heinrich Schmidt-Pecht: Hortensien in einer Vase, 1916

1894 hatte Elisabeth Schmidt-Pecht begonnen, Dekore für Keramiken zu entwerfen – zunächst für die Schwarzwälder Steingutfabrik von Georg Schmider in Zell am Harmersbach. Später begann sie mit eigenen Entwürfen für Kunstkeramik zu experimentieren, die bei einer Töpferei in Villingen hergestellt wurden. Die Kunstausstellung im Münchner Glaspalast brachte 1898 den Durchbruch und ließ Elisabeth Schmidt-Pecht bald zu einer bekannten Größe im deutschen Kunstgewerbe werden. In den folgenden Jahren gewann sie mit ihren Töpferwaren internationale Preise und Auszeichnungen. Der große Erfolg führte dazu, dass Heinrich Schmidt-Pecht 1906 die lithographische Anstalt aufgab und eine Kunsttöpferei mit Brennofen im Haus „zur Katz“ einrichtete. Bis zur kriegsbedingten Einstellung der Produktion 1914/1915 und der anschließenden Aufgabe der Kunsttöpferei 1917 entstanden zahlreiche preisgekrönte Keramiken.

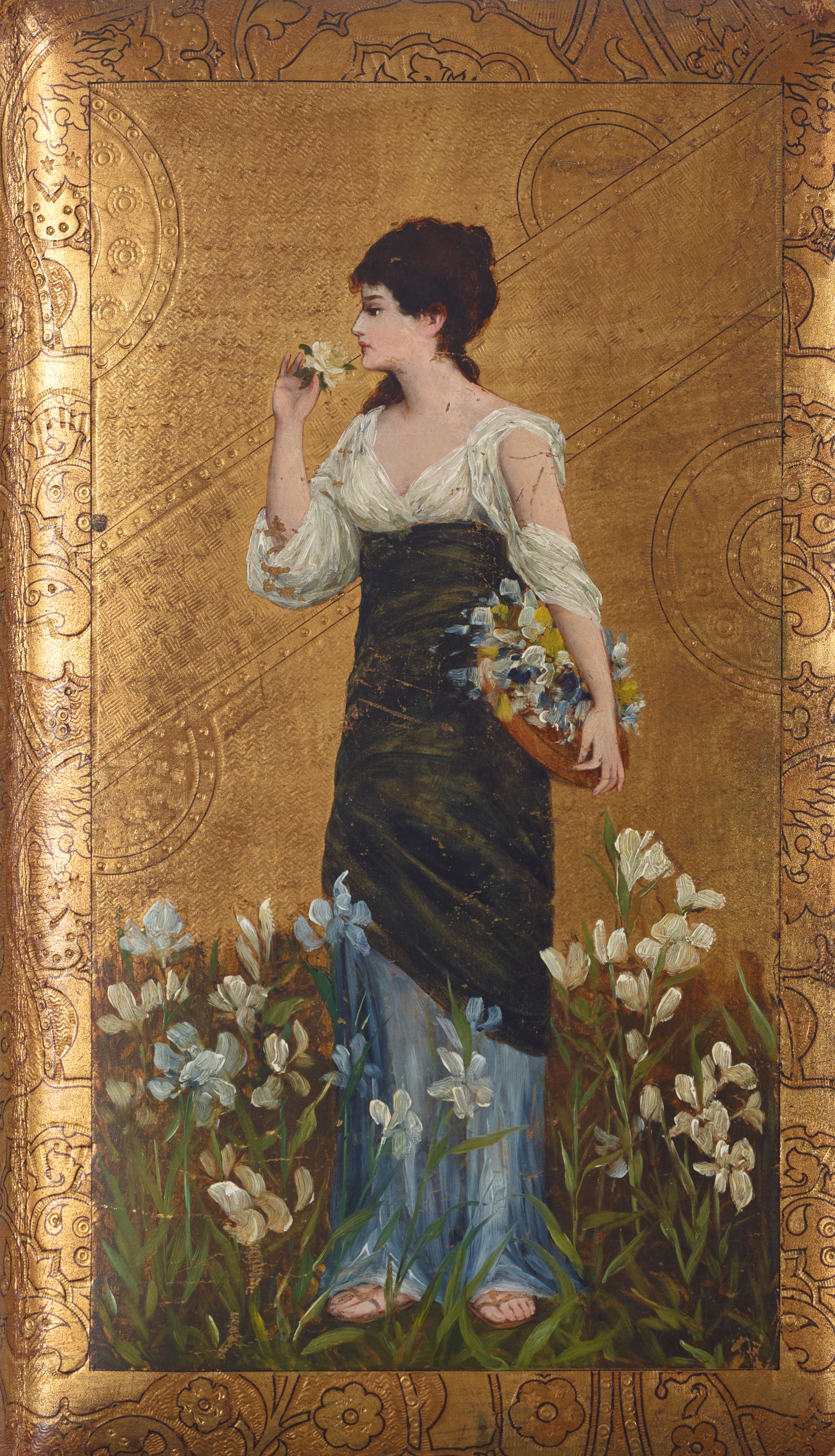
Heinrich Schmidt-Pecht: Bemalter Deckel eines Photoalbums, o. J.

Im Ersten Weltkrieg engagierten sich die Schmidt-Pechts ehrenamtlich: Elisabeth übernahm die Leitung eines Verwundetenheims, während ihr Mann die Unterstützung von Familien organisierte, deren Väter und Söhne im Krieg waren. 1920 wurde Schmidt-Pecht, bisher Mitglied der Nationalliberalen Partei, Mitbegründer einer Ortsgruppe der Deutschnationalen Volkspartei. 1922 legte er die Leitung des Kunstvereins nieder. Sein Amt als Leiter der Wessenberg-Galerie durfte er aufgrund seiner konservativen Einstellung auch nach 1933 behalten. Am 25. Juni 1937 beantragte Schmidt-Pecht die Aufnahme in die NSDAP, die rückwirkend zum 1. Mai in Kraft trat.
Am 24. März 1940 starb Elisabeth Schmidt-Pecht. Am 24. Oktober 1945 starb Heinrich Schmidt-Pecht im Alter von 91 Jahren. Er hatte die Wessenberg-Galerie bis zuletzt geleitet. Der gesamte Kunstbesitz des kinderlosen Ehepaars Schmidt-Pecht fiel an die Wessenberg-Galerie.

## Werk
Seine Ausbildung und Studienjahre prägten Heinrich Schmidt-Pechts künstlerische Ausrichtung. Er schätzte die Kunst des Historismus und des Jugendstils und fertigte nicht nur als Lithograph, sondern auch als Maler Gemälde und Arbeiten auf Papier in diesen Stilen. Nach 1884 fand er kaum noch Zeit für eigene künstlerische Tätigkeit. Diese setzte erst wieder im Ersten Weltkrieg ein. Nun malte er vor allem realistische Stillleben und Landschaftsdarstellungen mit impressionistischem Einschlag. Seit den 1920er-Jahren widmete er sich verstärkt der Kreide- und Pastellzeichnung.

## Publikationen
- Das Haus zur Katze in Konstanz. Konstanz 1924.
- Friedrich Pecht als Lithograph des Bodensees. In: Badische Heimat. Mein Heimatland. Zeitschrift für Landes- und Volkskunde, Natur-, Umwelt- und Denkmalschutz, Bd. 13, Freiburg i. Br. 1926, S. 96–99.
- Die Konstanzer „Biblia Pauperum“. In: Das schöne Konstanz am Bodensee und Rhein, die alte Stadt im deutschen Süden. Bodensee-Rundschau, Bd. 23, H. 3, Konstanz 1936, S. 52–56.
- Alte Konstanzer Malereien. In: Das schöne Konstanz am Bodensee und Rhein, die alte Stadt im deutschen Süden. Bodensee-Rundschau, Jg. 24, H. 1, Konstanz 1937, S. 14–20.
- Erinnerungen an den Grafen Zeppelin. Eine Nachlese zum Jubiläum vom 08. Juli. In: Alemannisches Volk, Bd. 6, Konstanz 1938, S. 113ff.
- Frühlingsfahrt ins Rokoko. In: Das Bodenseebuch 1938, 25. Jg., Ulm-Donau/Lindau-Bodensee 1938, S. 61ff.
- Erinnerungen aus einem langen Leben in der Heimatstadt Konstanz. 2 Bde. Konstanz 1939 (Typoskript).
- Die Bismarcks in Konstanz. Ein geschichtlicher Fund. In: Velhagen & Klasings Monatshefte, 54. Jg. 1939/1940 (2 Bd.), S. 489–494.
- Alte Hausmalereien in Konstanz. In: Das Bodenseebuch 1940, 27. Jg., Ulm-Donau/Lindau-Bodensee 1940, S. 32–37.